# Duaij Naser
Duaij Naser (Baréin; 18 de enero de 1983) es un exfutbolista de Baréin que jugaba en la posición de delantero.

## Carrera

### Club
| Periodo   | Club           |
| --------- | -------------- |
| 2002-2003 | Al-Hala SC     |
| 2003-2004 | Muharraq Club  |
| 2004      | Al-Shamal SC   |
| 2005      | Al-Gharafa SC  |
| 2005      | Al-Wakrah SC   |
| 2006–2007 | Muharraq Club  |
| 2007–2008 | Busaiteen Club |
| 2008–2010 | Al-Hala SC     |
| 2010–2012 | Al-Nasr Baréin |

### Selección nacional
Jugó para Baréin en 23 ocasiones de 2002 a 2005 y anotó cuatro goles; participó en la Copa Asiática 2004.

## Logros
- Liga Premier de Baréin (2): 2003-04, 2006-07
- Copa del Rey de Baréin (1): 2008
- Copa Príncipe de la Corona de Baréin (1): 2007
- Liga de fútbol de Catar (1): 2004-05
- Copa del Jeque Jassem (1): 2005